# Kafr Halab
Kafr Halab (tiếng Ả Rập: كفر حلب, cũng đánh vần là Kafar Halab) là một thị trấn ở miền bắc Syria, một phần hành chính của quận Atarib thuộc tỉnh Aleppo, nằm ở phía tây nam Aleppo. Các địa phương lân cận bao gồm Zardana ở phía tây, Kafr Nuran, al-Jinah và Ibbin Samaan ở phía tây bắc, Urum al-Sughra ở phía bắc, al-Bawabiya ở phía nam và Maarrat al-Ikhwan và Taftanaz ở phía tây nam. Theo Cục Thống kê Trung ương Syria (CBS), Kafr Halab có dân số 4.136 người trong cuộc điều tra dân số năm 2004.
Kafr Halab đã được nhà địa lý người Syria Yaqut al-Hamawi đến thăm vào đầu thế kỷ 13 trong thời kỳ Ayyubid. Ông mô tả nó là "một ngôi làng thuộc Aleppo [Halab]." 